# Norberto Antoni
Norberto Antoni  (San Miguel de Tucumán, 6 de marzo de 1900-San Miguel de Tucumán, 19 de julio de 1970) fue un académico y político argentino.

## Biografía

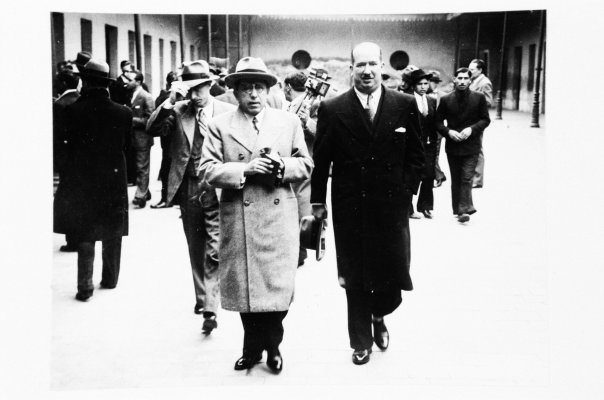
Norberto Antoni (a la derecha) junto al Gobernador de Tucumán, Miguel Campero. Tucumán, década de 1930.

Era hijo del agricultor José Antoni Salvatto y de Rosa Campero Aguirre, a su vez hija de Rosa Aguirre Díaz, prima hermana del gobernador Miguel Mario Campero y miembro de una tradicional familia tucumana cuyos orígenes en la provincia de Tucumán se remontan a fines del siglo XVII.
A los 20 años se recibió de abogado en la Universidad de Buenos Aires. Fue militante en la Unión Cívica Radical desde su juventud, siendo diputado de la Legislatura de Tucumán en el periodo 1924-1930, para posteriormente desempeñarse como ministro de Gobierno, Justicia e Instrucción Pública en la administración del segundo mandato del gobernador Miguel Mario Campero (1935-1939), con quien estaba unido por lazos de parentesco, a través de su madre.
En 1938, como consecuencia de las escisiones internas que sufrió el radicalismo tucumano, encabezó la fórmula para gobernador por una facción de este, denominado "Unión Cívica Radical, Frente Popular", siendo derrotado por la fórmula encabezada por Miguel Critto. En 1942, la "U.C.R. Frente Popular" levantó la candidatura de Miguel Mario Campero, pero posicionándose en franco enfrentamiento con la "U.C.R. Concurrencista", a la cual consideraban como funcional a los industriales azucareros, posición sustentada por Antoni en 1938. 
Posteriormente se dedicó a la docencia universitaria en la Universidad Nacional de Tucumán, dictando las cátedras de Derecho Civil y de Legislación del Trabajo en la Facultad de Derecho de la UNT, y se desempeñó en la carrera judicial. Fue defensor de pobres, juez en lo Civil y Comercial, y presidente de la Cámara Federal de Apelaciones de la Provincia de Tucumán.
Escribió varios libros de Derecho, entre ellos, Acotaciones al Código de Procedimientos Civiles, Derecho Mundial premiado por la Universidad de Filadelfia, Totalitarismo y democracia, Los derechos del trabajador, La propiedad social y La propiedad privada, dentro y más allá de la Constitución.
Con el ascenso del peronismo, Norberto Antoni manifestó su apoyo a las políticas sociales del gobierno de Juan Domingo Perón. En 1955, la dictadura autotitulada Revolución Libertadora lo cesanteó de su cargo de profesor de la Facultad de Derecho y Ciencias Sociales. Posteriormente fue reincorporado, siendo honrado con la categoría de profesor emérito de la Universidad Nacional de Tucumán por su trayectoria. 
Falleció en San Miguel de Tucumán, el 19 de julio de 1970.